# Centruroides anchorellus
Espèce
Synonymes
- Centruroides armadai Armas, 1976

Centruroides anchorellus est une espèce de scorpions de la famille des Buthidae.

## Distribution
Cette espèce est endémique de Cuba. Elle se rencontre dans les provinces de Matanzas, de Villa Clara, de Sancti Spíritus, de Ciego de Ávila, de Camagüey, de Granma, de Las Tunas, de Holguín, de Santiago de Cuba et de Guantánamo.

## Description
Les mâles mesurent de 26,5 à 69,4 mm et les femelles de 33,9 à 54,6 mm.

## Systématique et taxinomie
Centruroides armadai, Centruroides baracoae et Centruroides maisiensis ont été placées en synonymie par Armas en 1984.
Centruroides baracoae a été relevée de synonymie par Teruel en 2000 qui dans le même temps place Centruroides maisiensis en synonymie.

## Publication originale
- Armas, 1976 : « Escorpiones del archipielago Cubano. V. Nuevas especies de Centruroides (Scorpionida: Buthidae). » Poeyana, no 146, p. 1-55.